# 昂夫勒维尔拉康帕涅
昂夫勒维尔-拉康帕涅（法語：Amfreville-la-Campagne，法語發音：[ɑ̃fʁəvil la kɑ̃paɲ]）是法国厄尔省的一个旧市镇，属于贝尔奈区。2016年1月1日，昂夫勒维尔-拉康帕涅和相邻的圣阿芒德欧特泰尔合并为新市镇昂夫勒维尔-圣阿芒，昂夫勒维尔-拉康帕涅为新市镇政府驻地。

## 地理
昂夫勒维尔-拉康帕涅（49°12'49"N, 0°55'45"E）面积6.64 平方千米，位于法国诺曼底大区厄尔省，该省份为法国北部内陆省份，北起滨海塞纳省，西接奧恩省和卡爾瓦多斯省，南至厄尔-卢瓦省，东临瓦兹省、瓦兹河谷省和伊夫林省。
昂夫勒维尔-拉康帕涅的时区为UTC+01:00、UTC+02:00（夏令时）。

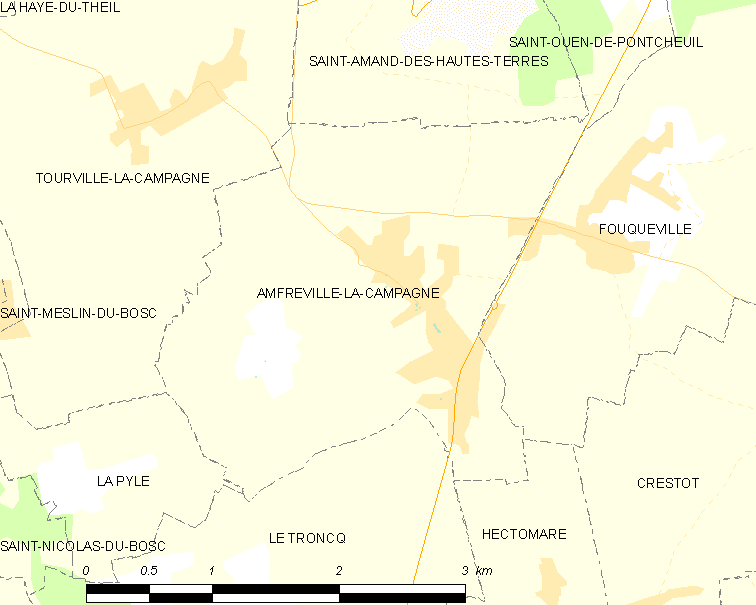
昂夫勒维尔-拉康帕涅的OSM定位图

## 行政
昂夫勒维尔-拉康帕涅的邮政编码为27370，INSEE市镇编码为27011。

## 政治
昂夫勒维尔-拉康帕涅所属的省级选区为大布特鲁尔德县。

## 人口

1962-2008年间昂夫勒维尔-拉康帕涅人口变化图示

昂夫勒维尔-拉康帕涅于2018年1月1日时的人口数量为915人。